# Villalvernia
Villalvernia (piemontesisch Vila Vèrnia) ist eine italienische Gemeinde in der Provinz Alessandria (AL), Region Piemont.

## Lage und Einwohner
Die Gemeinde Villalvernia liegt rund 30 km südöstlich von der Provinzhauptstadt Alessandria und knapp 9 km südlich von Tortona entfernt auf einer Höhe von 193 m über dem Meeresspiegel an der Scrivia. Das Gemeindegebiet umfasst eine Fläche von 4,63 km² und hat 858 (Stand 31. Dezember 2023) Einwohner.
Die Nachbargemeinden sind Carezzano, Cassano Spinola, Pozzolo Formigaro und Tortona.

### Verkehrsanbindung
Villalvernia hatte seit dem 1. Oktober 1916 einen Bahnhof an der Bahnstrecke Mailand–Genua. Am 27. November 2017 wurde er als Servicestandort aus dem Fahrplan gestrichen, und durch Busse ersetzt. Auf der gegenüberliegende Flussseite verläuft die Autostrada A7. Bei Tortona, hat sie mit der Verbindungsstrecke A7/A26, auch einen Anschluss an die Autostrada A26.

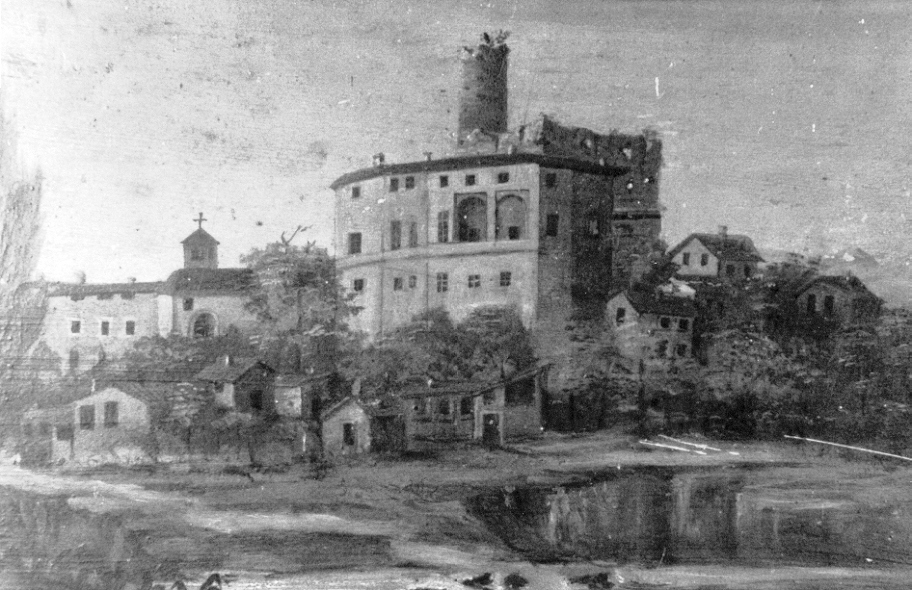
Palazzo Bogliolo im 18. Jahrhundert

## Geschichte

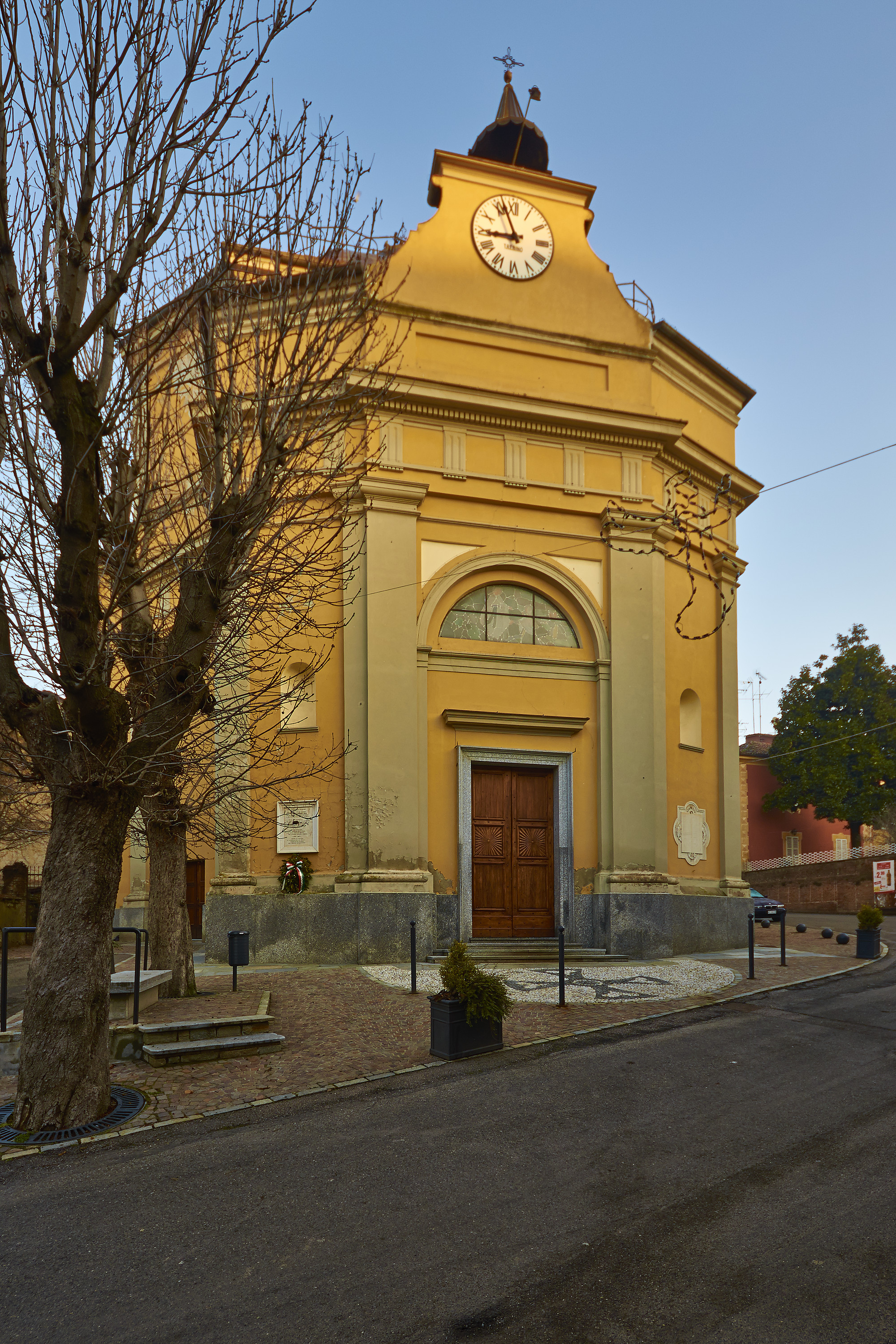
Kirche Maria Assunta

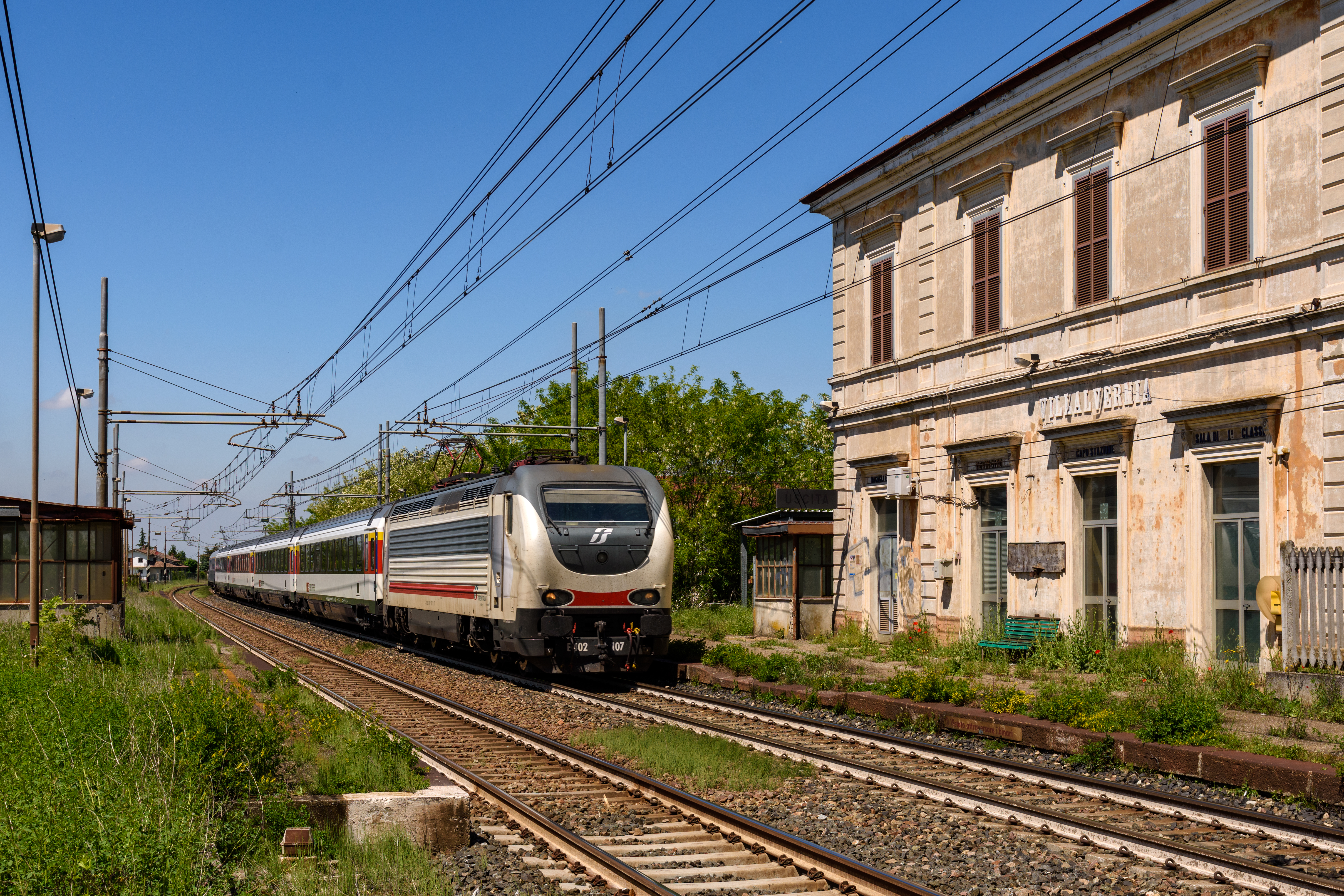
Bahnhof von Villalvernia 2019

In mittelalterlichen wird der Ortsname immer als Villa erwähnt. Der Name Alvernia wurde erst in der Neuzeit hinzugefügt und leitet sich von der französischen Herkunftsregion der Herren La Tour d’Auvergne ab. Seine Ursprünge reichen bis in die Römerzeit. Es wird vermutet, dass es sich um eine von ligurischen Stämmen gegründete Siedlung handelt.
Es war mit dem Bistum Tortona verbunden und wurde an verschiedene örtliche Herrschaften verkauft, darunter die Herrschaften De Villa und Busseti. Im Jahr 1413 wurde das Lehen von Filippo Maria Visconti an die französischen Herren von La Tour d’Auvergne vergeben, die die Geschichte des Dorfes nachhaltig prägten. Nach 167 Jahren ging es ging es an die Familie Spinola. Im Jahr 1652 erhielten die Feudalherren von Villalvernia den Marquis-Titel vom spanischen König Philipp IV. Im Jahr 1688 wurde es von der Königlichen Kammer von Mailand an den Feldmeister Pietro Luigi Passalacqua verkauft, die das alte und unsichere örtliche Herrenhaus in einen eleganten Palast verwandelte, den Turm jedoch verschonte. Nach dem Tod von General Giuseppe Passalacqua in der Schlacht von Novara im Jahr 1849 wurde die Burg den Nonnen der Visitation von San Maurizio übergeben, unter deren Aufsicht sie grundlegend umgebaut wurde.
Am 1. Dezember 1944, kurz nach 14 Uhr, kam es zu einem schweren Bombenangriff der amerikanischen Luftstreitkräfte auf die von Genua hierher verlegten Eisenbahnbüros. 105 Zivilisten starben und 253 wurden verletzt. Die 18 amerikanische B-25 Mitchells warfen in drei Wellen rund 100 Bomben ab. Auch das gedachte Ziel, eine Eisenbahnbrücke über den kleinen Fluß Castellania, wo sie letztendlich die sehr wichtige Route Mailand-Genua hätten außer Gefecht setzen sollte, wurde verfehlt. Stattdesen wurden viele zivile Gebäude schwer getroffen
Im Jahr 1953 wurde der Weiler (Fraktion) Bettole von der Gemeinde Villalvernia getrennt und zur Gemeinde Pozzolo Formigaro angegliedert.

## Sehenswürdigkeiten
- Der Palast der Familie Bogliolo, das alte renovierte Herrenhaus, in dessen Inneren sich ein Ölgemälde aus dem 18. Jahrhundert befindet, das das Schloss darstellt.
- Die Pfarrkirche der  Maria Assunta im neoklassizistischen Stil des 19. Jahrhunderts, deren erste Struktur aus dem 17. Jahrhundert stammt.
- Die Kapelle Unserer Lieben Frau der Schmerzen, die an das Schloss angrenzt und im 16. Jahrhundert erbaut wurde.